# Psammobatis rutrum
Psammobatis rutrum és una espècie de peix de la família dels raids i de l'ordre dels raïformes.

## Morfologia
- Els mascles poden assolir 30 cm de longitud total.[5][6]

## Reproducció
És ovípar i les femelles ponen càpsules d'ous, les quals presenten com unes banyes a la closca.

## Hàbitat
És un peix marí i d'aigües profundes que viu entre 73–150 m de fondària.

## Distribució geogràfica
Es troba a l'oceà Atlàntic sud-occidental: des de Rio de Janeiro (el Brasil) fins a l'Uruguai i el nord de l'Argentina.

## Observacions
És inofensiu per als humans.